# Daïra d'El Marsa
La daïra d'El Marsa est une daïra d'Algérie située dans la wilaya de Chlef et dont le chef-lieu est la ville éponyme de El Marsa.

## Localisation
La daïra d'El Marsa est située au Nord-Ouest de la wilaya de Chlef.

## Communes de la daïra
La daïra d'El Marsa est composée de deux communes : El Marsa et Moussadek.